# Auke Sonnega
Auke Cornelis Sonnega (Leeuwarden, 9 maart 1910 – Den Haag, 10 december 1963) was een Nederlands kunstenaar, die vooral bekend werd met zijn schilderijen die hij op de eilanden Bali en Java heeft gemaakt. 

## Leven en werk
Een groot deel van zijn leven heeft Sonnega in Indonesië doorgebracht. Sonnega, die opgeleid was tot tapijt- en textielontwerper, ging in 1935 naar het toenmalige Nederlands-Indië. Hij was eerst werkzaam als ontwerper in Batavia. Later reisde hij rond op Java en Bali en maakte reisverhalen voor lokale dagbladen.  Door zijn ervaringen met het land en de bevolking besloot hij zich geheel toe te leggen op de teken- en schilderkunst. Vooral op Bali waren de dansers en het maken van portretten van jonge mannen en vrouwen zijn voornaamste bezigheid.
De Europeanen Walter Spies en Rudolf Bonnet introduceerden op Bali westerse thema’s (onder andere het portret) en technieken. Hun werk was van grote invloed  op het werk van Auke Sonnega. In 1957 keerde hij weer in Nederland terug.
Na zijn dood in 1963 raakte hij in de vergetelheid. Het Fries Museum wilde recht doen aan Sonnega en exposeerde in 2000 ruim zestig van zijn tekeningen en schilderijen.